# 内船寺

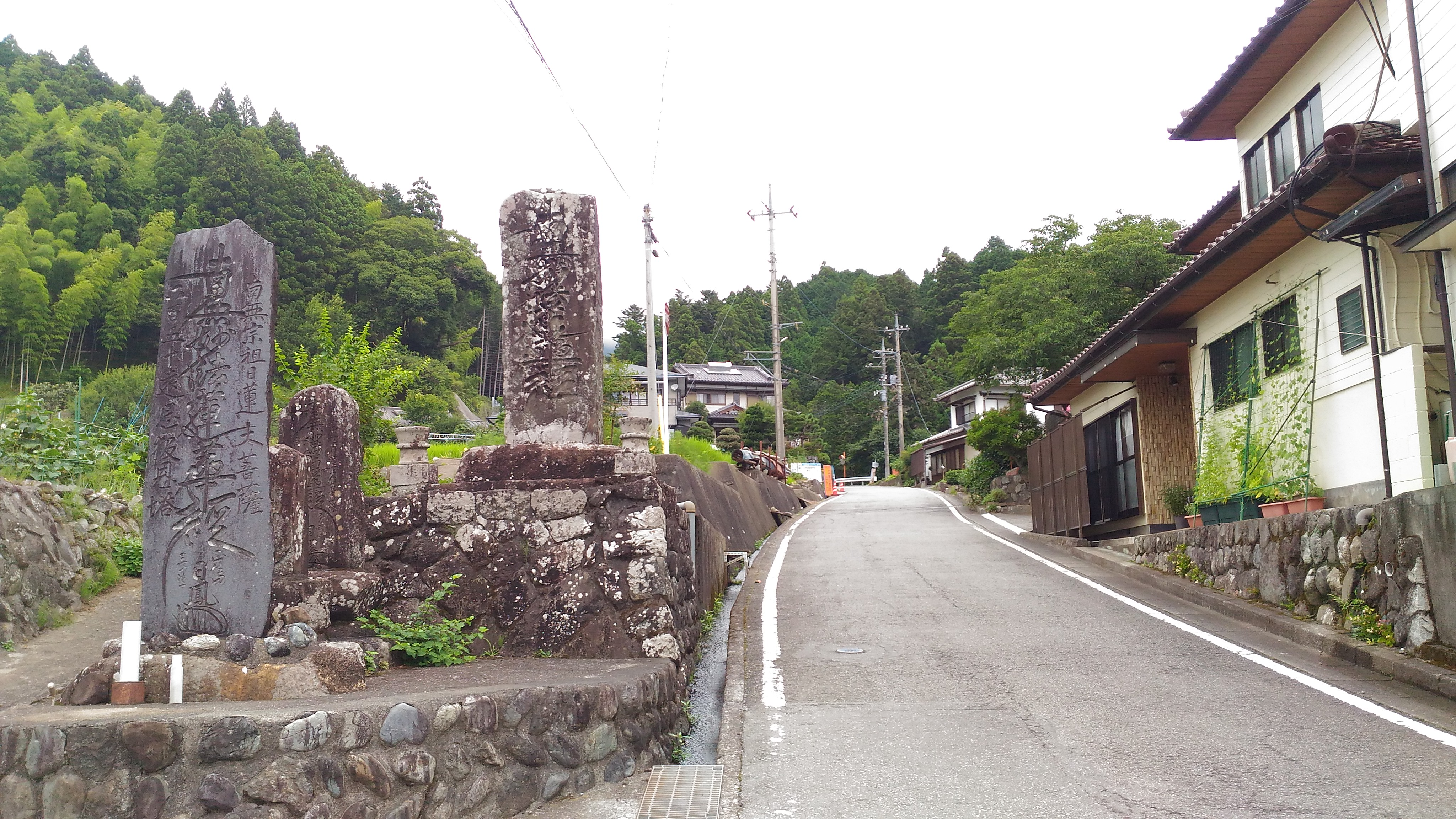
内船寺参道の報恩塔

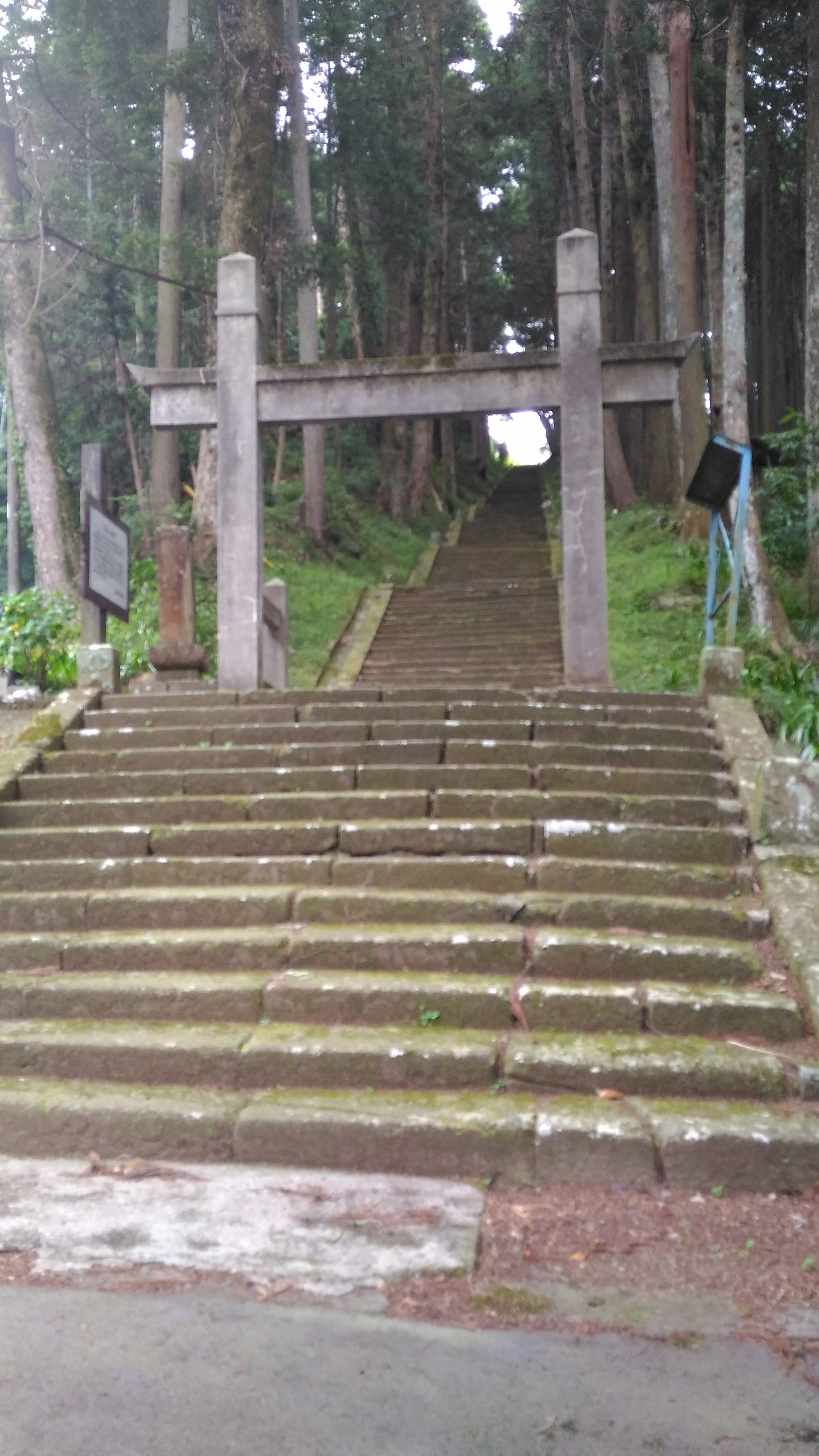
内船寺参道の石段１

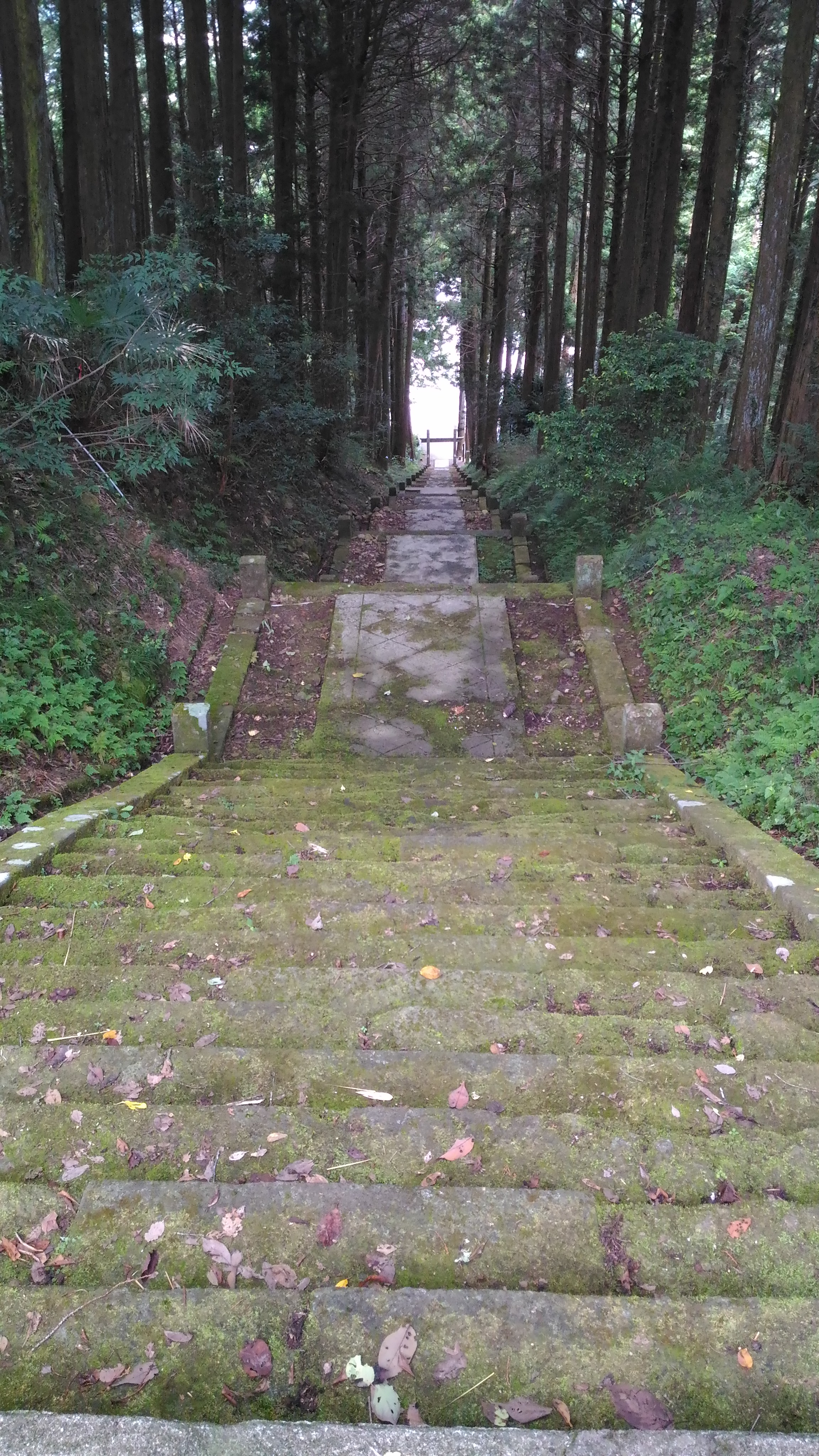
内船寺参道石段２

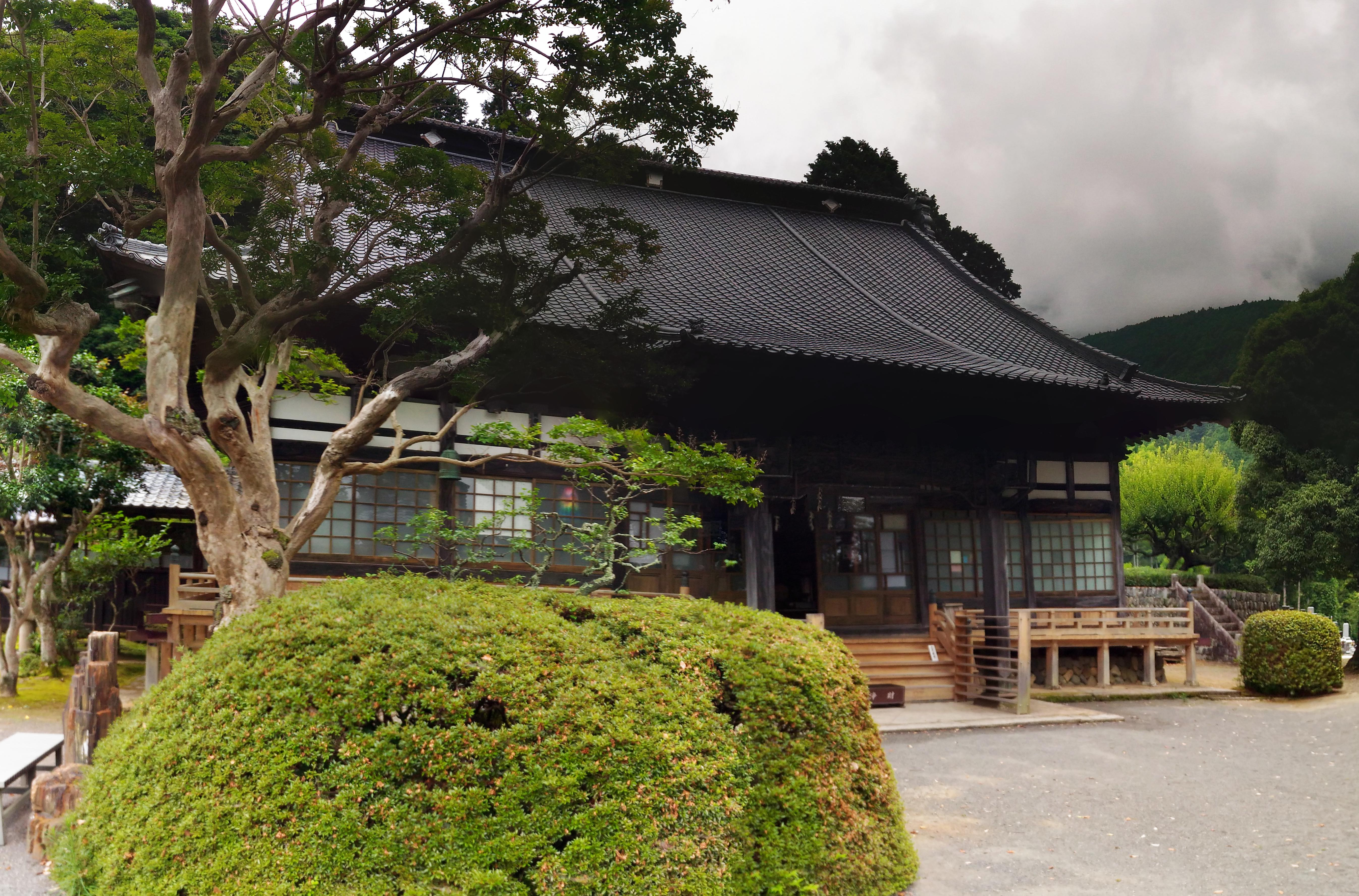
内船寺本堂

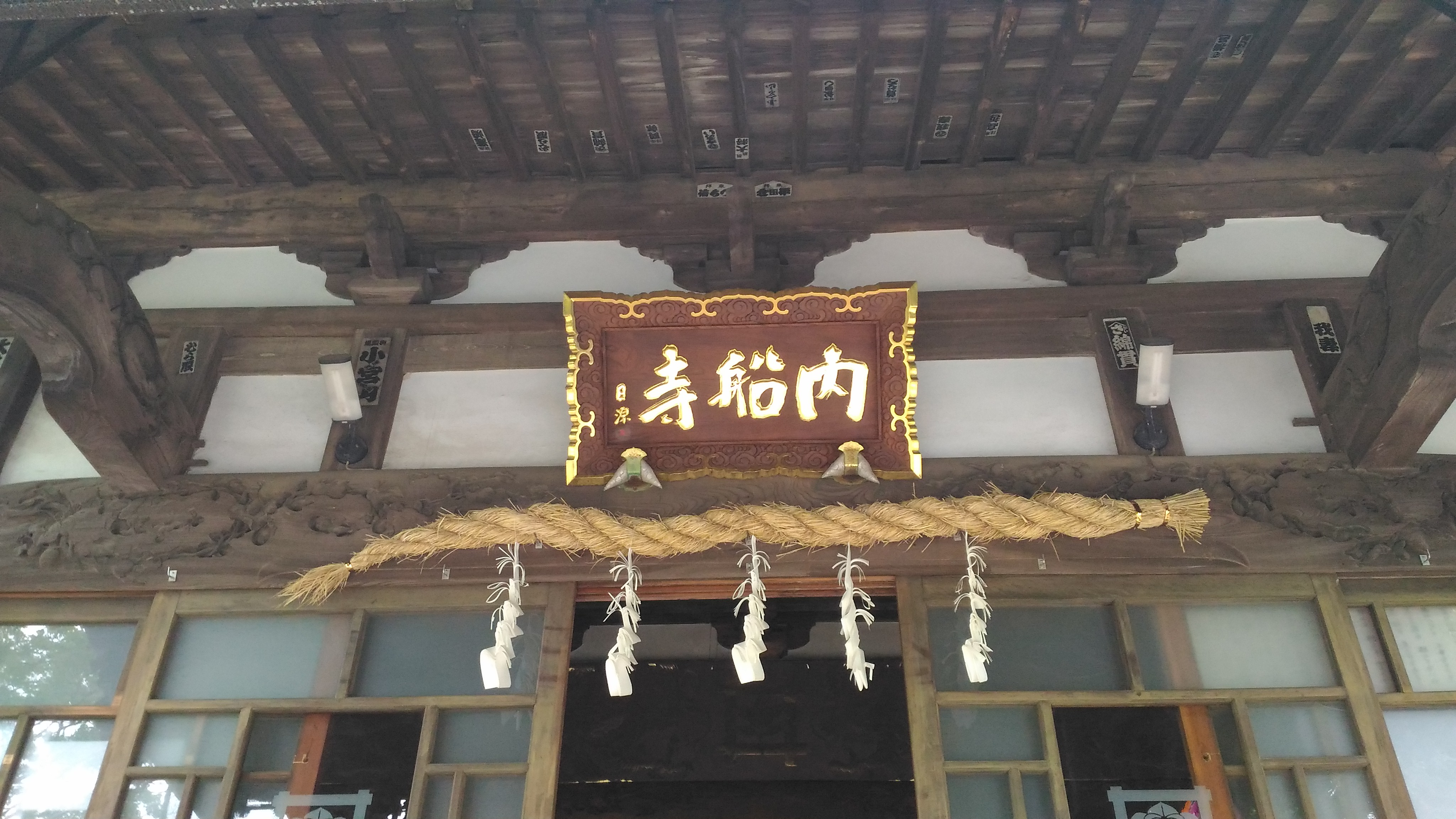
内船寺本堂の額

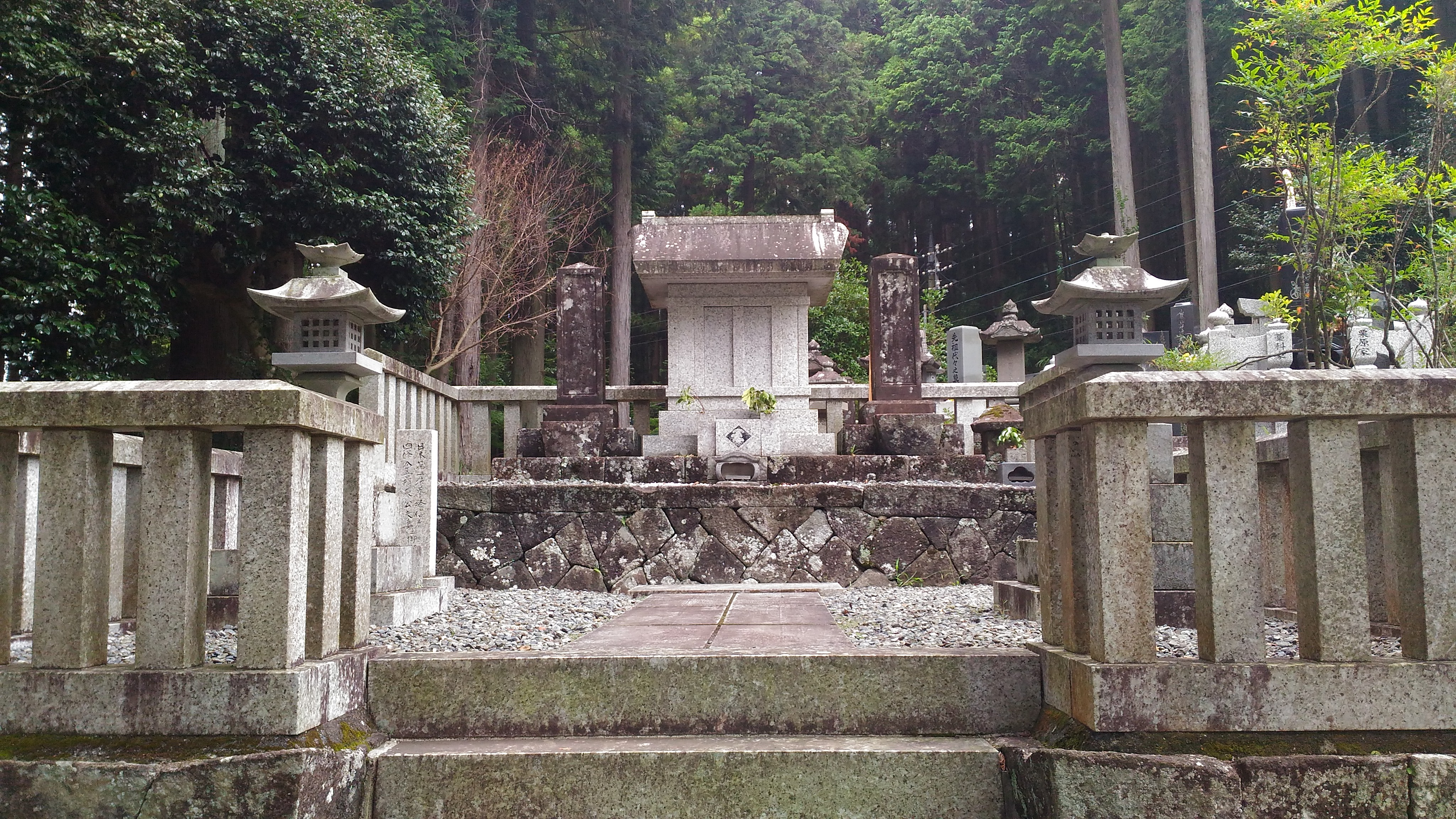
四條金吾公夫妻墓
中央石室内に四條金吾公、妻の日眼女の五輪塔を奉安。その両脇に夫妻の供養塔。左供養塔の右に月満（つきまろ）御前の墓石がある。

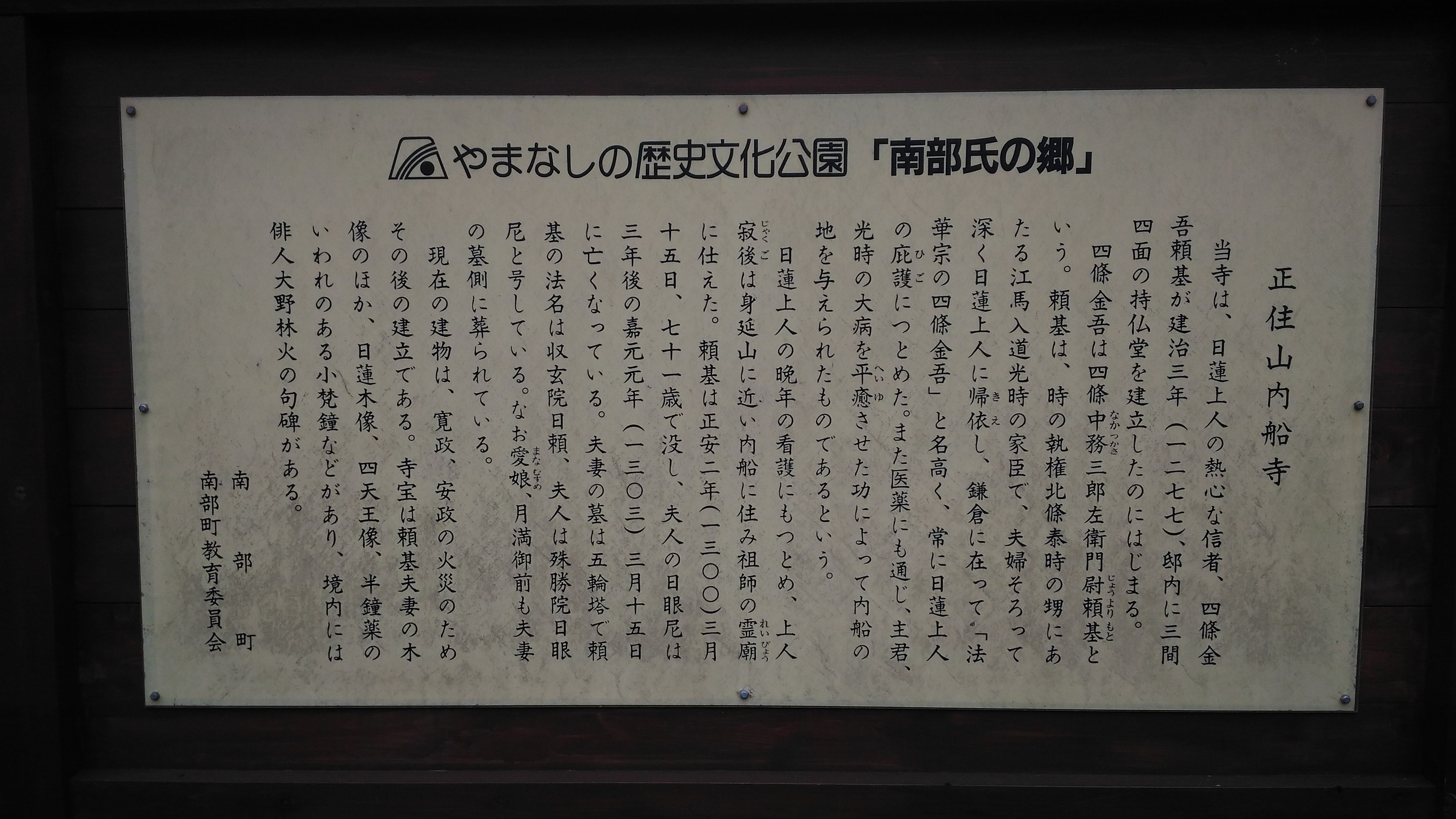
内船寺縁起

内船寺（ないせんじ）は、山梨県南巨摩郡南部町に所在する日蓮宗の寺院である。日蓮聖人より「日本国第一之法華経之信者」と称えられた四條金吾頼基公開山の寺である。本堂裏手に夫妻の墓を格護する。山号は正住山（しょうじゅうさん）。旧本山は身延山久遠寺。鏡師法縁。

## 歴史
1273年（文永10年）の日蓮聖人身延入山に際し、1277年（建治3年）に四條頼基が自邸内に持仏堂を建立したのが始まりとされる。1285年（弘安8年）に自邸を改めて寺とし、当初は四條山正住坊と称した。その後移転を繰り返し、今の地に移ったとされる。寛政年間に一度、安政年間に二度の火災に遭い、現在の本堂・庫裡は1855年（安政２年に再建されたものである。
頼基は医薬に通じた者としても知られており、寺には頼基伝来の漢方薬の調合方法が刻まれている小梵鐘が寺宝として伝わっている。
2017年9月に公開となった映画『あさひなぐ』のロケ地となり、同映画および主題歌である乃木坂46の19thシングル「いつかできるから今日できる」のヒット祈願をメンバーの秋元真夏、高山一実、星野みなみの3名が当寺で行った（『乃木坂工事中』〈テレビ愛知〉2017年10月2日放送）。

## 所在地
- 寺院名と所在地名はともに「内船」であるが、所在地は「うつぶな」と読む。

## 寺院周辺
- うつぶな公園－6月にはあじさい祭りが催される。

## 交通
- 身延線内船駅から徒歩15分、車5分